# Pauline Croze (album)
Pour la chanteuse, voir Pauline Croze.
Albums de Pauline Croze
Un bruit qui court
(2007)
Pauline Croze est le premier album de la chanteuse Pauline Croze sorti en 2005.

## Liste des titres
| No  | Titre                                    | Durée |
| --- | ---------------------------------------- | ----- |
| 1.  | Mise à nu                                |       |
| 2.  | Dans la chaleur des nuits de pleine lune |       |
| 3.  | M'en voulez-vous ?                       |       |
| 4.  | Jeunesse affamée                         |       |
| 5.  | T'es beau                                |       |
| 6.  | Quand je suis ivre                       |       |
| 7.  | Je suis floue                            |       |
| 8.  | Je ferai sans                            |       |
| 9.  | Larmes                                   |       |
| 10. | Tita                                     |       |
| 11. | Femme fossile                            |       |
| 12. | Mal assis                                |       |

Une édition en série limitée de l'album, sortie en 2005, contient également les bonus suivants :
- You're The One That I Want, une reprise du tube immortalisé en 1978 par John Travolta et Olivia Newton-John dans le film Grease.
- M'en voulez-vous encore ?, réorchestrée version reggae.
- Un DVD comprenant un documentaire sur Pauline Croze et le clip de Larmes.